# Mistrzostwa Świata w Kolarstwie Torowym 1998
95. Mistrzostwa Świata w Kolarstwie Torowym 1998 odbyły się w Bordeaux w dniach 26 - 30 sierpnia 1998. W programie mistrzostw znalazły się cztery konkurencje dla kobiet: sprint, wyścig na dochodzenie wyścig punktowy oraz wyścig na 500 m i osiem konkurencji dla mężczyzn: sprint indywidualny, sprint drużynowy, wyścig na dochodzenie, wyścig punktowy, wyścig ze startu zatrzymanego, wyścig na 1 km, wyścig drużynowy na dochodzenie, madison i keirin. 

## Medaliści

### Kobiety
| Konkurencja                         | Data             | Złoto              | Srebro               | Brąz            |
| ----------------------------------- | ---------------- | ------------------ | -------------------- | --------------- |
| 500 m ze startu zatrzymanego        | 29 sierpnia 1998 | Félicia Ballanger  | Tanya Dubnicoff      | Michelle Ferris |
| 3000 m indywidualnie na dochodzenie | 28 sierpnia 1998 | Lucy Tyler-Sharman | Leontien van Moorsel | Judith Arndt    |
| sprint indywidualny                 | 28 sierpnia 1998 | Félicia Ballanger  | Michelle Ferris      | Tanya Dubnicoff |
| wyścig punktowy                     | 30 sierpnia 1998 | Teodora Ruano      | Belem Guerrero       | Olga Slusariewa |

### Mężczyźni
| Konkurencja                  | Data             | Złoto                                                                                  | Srebro                                                                   | Brąz                                                                           |
| ---------------------------- | ---------------- | -------------------------------------------------------------------------------------- | ------------------------------------------------------------------------ | ------------------------------------------------------------------------------ |
| wyścig punktowy              | 29 sierpnia 1998 | Joan Llaneras                                                                          | Andreas Kappes                                                           | Silvio Martinello                                                              |
| sprint drużynowy             | 27 sierpnia 1998 | Francja · Vincent Le Quellec · Florian Rousseau · Arnaud Tournant                      | Australia · Danny Day · Shane Kelly · Graham Sharman                     | Niemcy · Sören Lausberg · Stefan Nimke · Eyk Pokorny                           |
| indywidualnie na dochodzenie | 26 sierpnia 1998 | Philippe Ermenault                                                                     | Francis Moreau                                                           | Robert Bartko                                                                  |
| keirin                       | 30 sierpnia 1998 | Jens Fiedler                                                                           | Ainārs Ķiksis                                                            | Laurent Gané                                                                   |
| 1 km ze startu zatrzymanego  | 26 sierpnia 1998 | Arnaud Tournant                                                                        | Shane Kelly                                                              | Erin Hartwell                                                                  |
| drużynowo na dochodzenie     | 28 sierpnia 1998 | Ukraina · Ołeksandr Symonenko · Serhij Matwiejew · Ołeksandr Fedenko · Rusłan Pidhorny | Niemcy · Guido Fulst · Robert Bartko · Daniel Becke · Christian Lademann | Włochy · Andrea Collinelli · Adler Capelli · Cristiano Citton · Mario Benetton |
| madison                      | 30 sierpnia 1998 | Belgia · Etienne De Wilde · Matthew Gilmore                                            | Włochy · Silvio Martinello · Andrea Collinelli                           | Niemcy · Andreas Kappes · Stefan Steinweg                                      |
| sprint indywidualny          | 29 sierpnia 1998 | Florian Rousseau                                                                       | Jens Fiedler                                                             | Laurent Gané                                                                   |

## Klasyfikacja medalowa
| Miejsce | Państwo           |   |   |   | Razem |
| ------- | ----------------- | - | - | - | ----- |
| 1.      | Francja           | 6 | 1 | 2 | 9     |
| 2.      | Hiszpania         | 2 | 0 | 0 | 2     |
| 3.      | Niemcy            | 1 | 3 | 4 | 8     |
| 4.      | Australia         | 1 | 3 | 1 | 5     |
| 5.      | Belgia            | 1 | 0 | 0 | 1     |
|         | Ukraina           | 1 | 0 | 0 | 1     |
| 7.      | Włochy            | 0 | 1 | 2 | 3     |
| 8.      | Kanada            | 0 | 1 | 1 | 2     |
| 9.      | Holandia          | 0 | 1 | 0 | 1     |
|         | Łotwa             | 0 | 1 | 0 | 1     |
|         | Meksyk            | 0 | 1 | 0 | 1     |
| 12.     | Rosja             | 0 | 0 | 1 | 1     |
|         | Stany Zjednoczone | 0 | 0 | 1 | 1     |